# Jopie van Oudtshoorn
Jopie van Oudtshoorn (ur. 5 lutego 1976) – południowoafrykański lekkoatleta, sprinter.

## Osiągnięcia
- brązowy medal Uniwersjady (bieg na 400 m, Palma de Mallorca, 1999)
- brąz mistrzostw świata (sztafeta 4 × 400 m, Sewilla, 1999) – początkowo sztafeta RPA została sklasyfikowana na 4. pozycji, jednak po latach z powodu dopingu zdyskwalifikowano pierwszych na mecie Amerykanów. W biegu finałowym van Oudtshoorn razem z kolegami z reprezentacji ustanowili do dziś[Do kiedy?] aktualny rekord swojego kraju – 3:00.20.

## Rekordy życiowe
- bieg na 400 m – 44,75 (1999)